# Ameerega bassleri
Espèce
Synonymes
- Dendrobates bassleri Melin, 1941
- Epipedobates bassleri (Melin, 1941)
- Phobobates bassleri (Melin, 1941)

Statut de conservation UICN

 VU  : Vulnérable
Statut CITES
Ameerega bassleri est une espèce d'amphibiens de la famille des Dendrobatidae.

## Répartition
Cette espèce est endémique du Pérou. Elle se rencontre dans les régions de Huánuco et San Martín de 274 à 1 097 m d'altitude sur le versant Est de la cordillère Orientale.

## Étymologie
Cette espèce est nommée en l'honneur de Harvey Bassler (1883–1950).

## Publication originale
- Melin, 1941 : Contributions to the knowledge of the Amphibia of South America. Göteborgs Kungliga Vetenskaps och Vitter-Hets Samhalles Handlingar, vol. 88, p. 1–71 (texte intégral).